# 科松河
科松河（法語：Cosson，法語發音：[kɔsɔ̃]）是法國的河流，位於該國中部，屬於伯夫龍河的右支流，河道全長97公里，發源自科松河畔瓦讷，流經卢瓦雷省和卢瓦-谢尔省。

## 外部連結
- http://www.geoportail.fr （页面存档备份，存于）
- Sandre数据库中的科松河